# Pedersenia canescens
Pedersenia canescens är en amarantväxtart som först beskrevs av Alexander von Humboldt, Aimé Bonpland och Carl Ludwig von Willdenow, och fick sitt nu gällande namn av Josef Holub. Pedersenia canescens ingår i släktet Pedersenia och familjen amarantväxter. Inga underarter finns listade i Catalogue of Life.